# Heegan Football Club
El Heegan FC es un equipo de fútbol de Somalia que juega en la Primera División de Somalia, la liga de fútbol más importante del país.

## Historia
Fue fundado en el año 1967 en la capital Mogadiscio con el nombre Somali Police FC hasta que en el año 2013 lo cambiaron por su nombre actual. Fueron campeones de la Primera División de Somalia en 1967, la primera de dos ligas que han ganado.
A nivel internacional han participado en 1 torneo continental, la Copa Africana de Clubes Campeones 1968, en donde fueron eliminados en la primera ronda por el Al-Mourada de Sudán.

## Palmarés
- Primera División de Somalia: 2

1967, 2015

## Participación en competiciones de la CAF
| Temporada | Torneo                            | Ronda      | Club             | Casa | Visita | Global |
| --------- | --------------------------------- | ---------- | ---------------- | ---- | ------ | ------ |
| 1968      | Copa Africana de Clubes Campeones | Preliminar | Cosmopolitans FC | w/o1 | w/o1   | w/o1   |
| 1968      | Copa Africana de Clubes Campeones | 1          | Al-Mourada       | 1-1  | 1-3    | 2-4    |

1- Cosmopolitans abandonó el torneo.